# Владимиро-Суздальский музей-заповедник
Владимиро-Суздальский музей-заповедник (полное название: Государственный Владимиро-Суздальский историко-архитектурный и художественный музей-заповедник) — государственный историко-архитектурный и художественный музей-заповедник во Владимирской области, объединяющий группу уникальных архитектурных памятников русского жилого, оборонительного и церковного зодчества. Наиболее значимыми коллекциями являются собрания нумизматики, археологии, древнерусского искусства, живописи.
В состав музея-заповедника входят памятники архитектуры, расположенные в трёх городах — Владимире, Суздале и Гусь-Хрустальном и в двух сёлах — Боголюбове и Кидекше, а в 2014 году музею была передана усадьба Храповицкого в Муромцеве (Судогодский район).

## История
Образован 11 сентября 1958 года по распоряжению Совета министров СССР. В его состав были включены историко-архитектурные памятники Владимира, Боголюбова и Суздаля. Первым директором объединенного музея стал А. Д. Варганов.
14 мая 1998 года Приказом Министерства культуры Владимиро-Суздальской музей-заповедник приобрёл федеральный статус.

## Состав
В состав музея-заповедника входит 56 памятников архитектуры. Это по преимуществу памятники древнерусского времени (XII — начало XVIII веков) — церковные и гражданские, каменные и деревянные, отдельные здания и архитектурные комплексы. Ряд памятников относится к губернскому времени (конец XVIII — начало XX веков). Наибольшую ценность представляют памятники белокаменного зодчества XII—XIII веков. Музеем организованы 35 музейных экспозиций в трёх городах.
Восемь памятников и ансамблей внесены в список Всемирного наследия ЮНЕСКО: Белокаменные памятники Владимира и Суздаля.

## Директора и генеральные директора
- Алексей Дмитриевич Варганов — директор (1958—1960)
- Алиса Ивановна Аксёнова — директор, затем генеральный директор (1960—2010), президент (2010—2013), почётный президент по настоящее время;
- Светлана Евгеньевна Мельникова — генеральный директор (2010—2016)
- Игорь Валерьевич Конышев — генеральный директор (2016—2018)
- Светлана Евгеньевна Мельникова — генеральный директор (2018—2021)
- Рыбаков, Сергей Евгеньевич — генеральный директор (2021—2022)
- Проничева, Екатерина Владимировна — генеральный директор (с июля 2022 года)[2]

## Наиболее известные сотрудники
- Плугин, Владимир Александрович — заведующий отделом искусствоведения в 1960—1964 годах;
- Покровский, Николай Николаевич — заместитель директора в 1964—1965 годах;
- Нудельман, Рафаил Ильич — научный сотрудник, литературный редактор в 1974—1975 годах;
- Филипповский, Герман Юрьевич — заведующий отделом былины в 1977—1992 годах;
- Тимофеева, Татьяна Петровна — заведующая сектором исследования памятников архитектуры в 1977—2018 годах;

## Информация об отдельных памятниках
Информацию об отдельных памятниках архитектуры и их фотографии можно посмотреть в статьях:
- Суздаль
- Владимир
- Боголюбово
- Кидекша
- Гусь-Хрустальный
- Муромцево

## Награды
- Благодарность Президента Российской Федерации (6 ноября 2004 года) — за большой вклад в развитие музейного дела, сохранение исторического и культурного наследия[3].